# Partit Unió Russo-Ucraïnesa
El Partit RUS (Партія «Русь») és un partit polític d'Ucraïna, fundat el 1998 per Ivan Simonenko. Es presentà a les eleccions al Parlament d'Ucraïna de 2002 com a part del Bloc Rus (Русский блок), que va obtenir el 0,73% dels vots. A les eleccions al Parlament d'Ucraïna de 2006 va formar part del Bloc d'Oposició Popular Natalia Vitrenko, però tampoc va obtenir representació. A les eleccions al Parlament d'Ucraïna de 2007 no hi va participar